# Албонезе
Албонѐзе (на италиански: Albonese, на местен диалект: Albunes, Албунез) е село и община в Северна Италия, провинция Павия, регион Ломбардия. Разположено е на 113 m надморска височина. Населението на общината е 562 души (към 2017 г.).